# Stiepok (obwód omski)
Stiepok (ros. Степок) – wieś (dieriewnia) w Rosji, w obwodzie omskim, w rejonie moskaleńskim. W 2010 liczyła 224 mieszkańców.